# Чаславска, Вера
Вера Ча́славска (чеш. Věra Čáslavská, 3 мая 1942, Прага, Протекторат Богемии и Моравии — 30 августа 2016, Прага, Чехия) — чехословацкая гимнастка, 7-кратная олимпийская чемпионка, 4-кратная чемпионка мира, 10-кратная чемпионка Европы и Чехословакии. Обладательница наибольшего числа золотых олимпийских наград в истории Чехословакии и Чехии.

## Биография

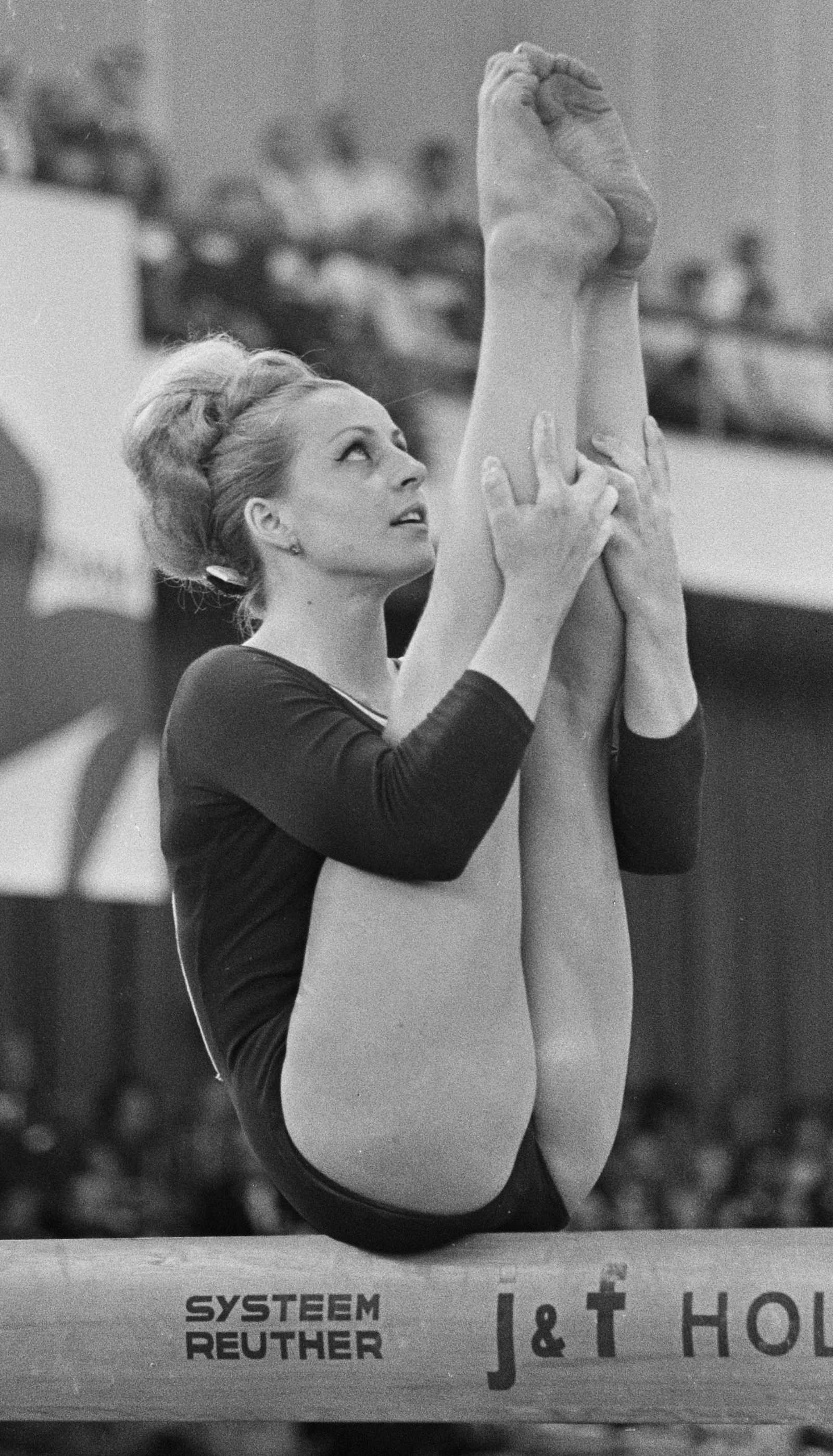
Вера Чаславска в 1967 году

За всю историю женской спортивной гимнастики только Ларисе Латыниной и Чаславской удалось дважды выиграть абсолютное первенство на Олимпийских играх — Вера побеждала в 1964 и 1968 годах (в 1964 году в Токио Чаславска опередила именно Латынину). Среди женщин по числу олимпийских титулов уступает лишь троим — Ларисе Латыниной (9), Биргит Фишер (8) и Дженни Томпсон (8).
Четырежды (1964, 1966, 1967, 1968) признавалась лучшей спортсменкой Чехословакии как среди женщин, так и мужчин. Чаще этого звания не добивался никто. Выступала за пражский клуб «Слован».
После ввода советских войск в Чехословакию подписала письмо «Две тысячи слов», и лишь в последний момент ей разрешили лететь на Олимпийские игры 1968 года в Мехико. Для патриотов Чехословакии стала символом борьбы за независимость. Будучи недовольной сомнительными, по её мнению, решениями олимпийской судейской коллегии присудить в вольных упражнениях не одну, а две золотых медали, то есть не только ей одной, но и гимнастке из СССР Ларисе Петрик, на церемонии награждения во время исполнения государственного гимна Советского Союза повернула голову вбок и немного опустила её.
Этот жест был встречен антикоммунистической оппозицией Чехословакии с большим энтузиазмом, но в результате спортсменка по решению властей страны оказалась на долгие годы невыездной и больше не могла представлять ЧССР на международных соревнованиях. При этом она на десятилетия стала символом противостояния Советскому Союзу — и после смены режима возглавила Национальный олимпийский комитет, стала членом МОК от Чехии и советником президента Вацлава Гавела по физкультуре и спорту.
Была замужем за легкоатлетом Йозефом Одложилом (1938—1993), вице-чемпионом Олимпиады 1964 года в Токио на дистанции 1500 метров. Брак был расторгнут в 1987 году. Летом 1993 года в семье грянула трагедия: 19-летний сын Веры, Мартин, в пьяной драке убил своего отца Йозефа и получил 4 года тюрьмы, однако по просьбе матери был помилован личным распоряжением президента Гавела.
В 1998 году она прошла курс лечения в психиатрической клинике, а с тех пор проживала в доме престарелых, скрываясь от журналистов. В 2001 году она была признана спортивной легендой Чехии.
Скончалась в пражской больнице вследствие онкологического заболевания .

## После завершения спортивной карьеры
- 1990—1993 гг. — президент Олимпийского комитета Чехословакии
- 1993—1996 гг. — президент Олимпийского комитета Чехии
- 1995—2001 гг. — член МОК

## Память
- В честь гимнастки назван астероид (26986) Чаславска[12].